# عیارنامه
عَیّارنامه فیلم‌نامه‌ای فیلم‌نشده از بهرام بیضایی است از سالِ ۱۳۶۳.

## متن
این فیلم‌نامه به سالِ ۱۳۶۳ نوشته شد و نخستین بار زمستانِ سالِ بعد به وسیلهٔ انتشاراتِ فاریاب منتشر شد. سالِ ۱۳۶۵ انتشاراتِ سیمرغ و بعدها انتشاراتِ روشنگران و مطالعات زنان ناشرِ این کتاب شدند.